# Mirallets
La mirallets (Issoria lathonia) és una espècie de lepidòpter papilionoïdeu de la família dels nimfàlids (Nymphalidae) present als Països Catalans.

## Distribució
Es distribueix pel nord d'Àfrica (incloent Madeira i Illes Canàries), Europa, Turquia, Orient Mitjà, oest i centre d'Àsia fins al nord de l'Índia i Mongòlia. Es troba a tota la península Ibèrica.

## Hàbitat
Divers, quasi qualsevol lloc. L'eruga s'alimenta de nombroses espècies del gènere Viola.

## Període de vol i hibernació
Tres generacions a l'any entre març i octubre. Sembla que pot hibernar com a ou, larva jove, pupa o adult.

## Comportament
Papallona amb comportament migrador. Al final de la tarda els adults reposen en camins, parets, etc.